# Mezősas
Mezősas is een plaats (község) en gemeente in het Hongaarse comitaat Hajdú-Bihar. Mezősas telt 648 inwoners (2001).